# Musée de la culture philistine
Le Musée de la culture philistine (nom complet musée Corine Mamane pour la culture philistine, en hébreu המוזיאון לתרבות הפלשתים ע"ש קורין ממן) est un musée archéologique situé à Ashdod en Israël. Il explore la culture des Philistins qui vivaient dans la région. Le musée est le seul musée au monde consacré à la culture philistine. Il a été le premier musée qui a ouvert à Ashdod en 1990.